# Júnior Santos
José Antonio dos Santos Júnior, mais conhecido como Júnior Santos (Conceição do Jacuípe, 11 de outubro de 1994), é um futebolista brasileiro que atua como atacante. Atualmente joga pelo Atlético Mineiro.
Em 2024, atuando pelo Botafogo, tornou-se o maior artilheiro do clube na Libertadores e se consagrou ao marcar o gol do título alvinegro na final da edição de 2024.

## Carreira

#### Início
Natural de Conceição do Jacuípe e de uma família humilde, Júnior começou sua carreira tardiamente aos 22 anos e não passou por categorias de base. Tendo perdido a mãe muito cedo aos oito anos, Júnior conciliava seus trabalhos como de servente de pedreiro e caixa de supermercado com a pesada rotina do futebol amador, ganhando refeições como prêmio e ao chegar no mais alto nível da várzea, ganhava cerca de 400 reais por jogo para ajudar no sustento da família.
Nesse tempo, chegou a fazer testes e peneiras em times como Vitória, Bahia, Bahia de Feira e Fluminense de Feira, mas sem sucesso. O Bahia de Feira foi o clube mais se aproximou de adentrar na base, chegando a pedir seus documentos, mas no final acabou não se concretizando. Situação similar ao Fluminense de Feira, que também haviam pedidos seus documentos mas só queriam que Júnior treinasse e como não pagavam dinheiro de sua passagem, acabou ficando insustentável arcar. Isso acabou o desmotivando, pois já tinha 17 anos de idade.
Nos campeonatos de várzea, era conhecido pelo apelido "Berimbau". Atuando em dos torneios amadores na Bahia, foi notado por um olheiro que ajudou-o a ir para São Paulo em 2017 tentar a sorte no Osvaldo Cruz, que disputava a quarta divisão do Campeonato Paulista e que o olheiro conhecia o treinador, Luciano Baiano.

### Osvaldo Cruz

#### 2017
Chegou ao clube no início do ano, estreou em abril e fazendo boa dupla de ataque com o atacante Felippe Cardoso (com quem jogaria futuramente na Ponte Preta), foi o vice-artilheiro de sua equipe no ano que quase culminou na subida do Azulão para a Terceira Divisão Paulista. Chamou a atenção do Ituano na vitória por 1–0 do Azulão sobre o Manthiqueira, onde fez o gol da vitória. Após isso, o presidente do Osvaldo Cruz, Rubens Romanini, enviou um vídeo da partida de Júnior para o empresário Edvaldo Ferraz, que gostou de seu futebol e conseguiu um período de testes no Ituano no mesmo ano.

### Ituano
Em novembro, Júnior migrou para o Galo, por empréstimo, no intuito de ser avaliado na pré-temporada do clube. Ficou sendo avaliado por dois meses, onde disputou seis partidas marcando três gols, desempenho que convenceu a diretoria a comprá-lo.

#### 2018
Aprovado, Júnior Santos foi anunciado como novo reforço em 12 de janeiro e assinou contrato até dezembro de 2019. Iniciou o Paulista na reserva mas adquiriu espaço ao longo da competição, tendo estreado como titular contra a Ponte Preta, seu futuro clube. Ao todo, fez quatro gols (sendo três na reta final do torneio) em oito participações e despertou o interesse do mercado nacional. Em março chegou a ser especulado no Sport, mas por ter conversas mais adiantadas com a Macaca em função da boa relação de seu empresário com clube, acabou se transferindo para o clube de Campinas. Ao todo atuou em 11 jogos e fez quatro gols pelo Galo de Itu.

### Ponte Preta
Em abril, foi anunciado como novo reforço da Ponte Preta para a disputa da Série B. Logo em sua estreia no dia de 12 abril, fez o último gol na vitória de 3–0 sobre o Náutico em jogo válido pela ida da terceira fase da Copa do Brasil.
Em sua única temporada pelo clube campinense fez nove gols em 38 partidas disputadas, terminando a temporada como vice-artilheiro da equipe no ano. As boas atuações fizeram com que a diretoria do clube o incluísse na lista jogadores cujo queriam renovar para temporada seguinte, porém contando com um novo empréstimo, já que não tinha dinheiro para uma compra definitiva.

### Fortaleza
Em 19 de dezembro, foi anunciado sua transferência  para o Fortaleza, sendo o quarto reforço do clube cearense. O Leão comprou 50% dos seus direitos federativos, que assinou contrato por três anos.

#### 2019
Sua apresentação foi em janeiro, assumindo a camisa 9 de Gustagol, destaque no clube na última temporada. Em 7 de março, fez um hat-trick na goleada de 4–0 sobre o Confiança, pela quinta rodada da Copa do Nordeste. Em 8 de abril, fez dois gols na vitória de 4–0 sobre o Vitória, válido pelas quartas de final da Copa do Nordeste. Com os gols chegou a 10 tentos, superando sua melhor média de gols do ano anterior. Sagrou-se campeão estadual com o Fortaleza ao bater o Ceará por 2–0 na ida e 1–0  na volta, e além de ser campeão foi também eleito o craque da galera do torneio. Sagrou-se também Campeão do Nordeste ao bater o Botafogo da Paraíba nos jogos da ida e da volta na final por 1–0, e terminou como artilheiro do certame juntamente com Gilberto, com oito gols cada. Atuou em 27 partidas e fez dez gols pelo clube.

### Kashiwa Reysol
Após destaque no Leão do Pici, foi anunciada a sua venda para o Kashiwa Reysol, do Japão, em 25 de junho, por valores não divulgados. No clube japonês, integrou o elenco campeão da J2 League.

### Yokohama Marinos

#### 2020
Em 11 de agosto, foi anunciado seu empréstimo ao Yokohama F. Marinos. No Marinos, Júnior atravessou um bom momento estando na briga pela vice-artilharia da J-League, com dez gols e uma assistência. Ao todo teve boa passagem pelo clube, marcando 13 gols em 23 partidas pelo clube japonês.

### Sanfrecce Hiroshima

#### 2021
Em janeiro, foi comprado pelo Sanfrecce Hiroshima para disputa da J.League e assinou contrato por três anos. Fez dois belos gols na vitória de 4–1 sobre Oita Trinita em 29 de agosto.

#### 2022
Em 23 de abril, fez dois dos quatro gols da vitória sobre o Shimizu S-Pulse em partida pela Copa da Liga Japonesa, chegando a quatro gols na competição.
Passou a marca de 51 gols na carreira em junho, ao fazer dois gols (sexto na competição) na vitória de 3–0 sobre o Consadole Sapporo nas oitavas da Copa da Liga Japonesa. Em agosto despediu-se do clube para rumar ao Botafogo, tendo seu clube sido campeão em sua ausência e Júnior sido o artilheiro da Copa da Liga Japonesa com seis gols.

### Botafogo
Foi anunciado como novo reforço do Glorioso em 15 de agosto, sendo um empréstimo até junho de 2023 com opção de compra definitiva pelo valor de 20 milhões de reais. Foi apresentado oficialmente no dia 18/08, escolhendo a camisa 37. Sobre a escolha de sua camisa, disse:
| “                               | O número 37 é porque me chamo José, José Antônio. Em Gênesis, capítulo 37, tem a história de José, que eu me identifico bastante, é muito bonita. Então uso a camisa 37 por causa disso. José foi vendido pelos seus irmãos e depois virou governador do Egito. Teve muitos momentos de dificuldade, foi preso e acredito que tenha dito: "Eu tive tantos sonhos e Deus não concretizou isso na minha vida". Acredito que ele tenha sentido isso psicologicamente, mas ali no final Deus realizou o sonho dele. Então lembra minha história também... Eu não desisti do futebol e, com 23 anos, Deus realizou meu sonho também. | ” |
| — Júnior Santos, em entrevista. | |   |

Fez sua estreia pelo clube em 21 de agosto no empate de 2–2 com Juventude pela 23ª rodada do Campeonato Brasileiro, onde Júnior fez um dos gols do Botafogo. Desde sua estreia em agosto, Júnior havia sido usado em todos os jogos pelo técnico Luís Castro até outubro. Deu duas assistências no empate de 2–2 com o Fluminense em jogo válido pela 33ª rodada do Brasileirão.

#### 2023
Apesar de ter sido titular na maioria dos jogos do Glorioso, o clube não chegou ao um acordo com o Sanfrecce para a renovação de seu empréstimo. Fez 15 jogos pelo Botafogo com um gol e duas assistências.

### Retorno ao Fortaleza
Com a negativa do Sanfrecce e não fazendo parte dos planos do clube japonês, no mesmo da em que despediu-se do Botafogo sua contratação foi encaminhada pelo Fortaleza, clube já havia tido boa passagem anteriormente. O Leão do Pici adquiriu 100% dos direitos econômicos por 700 mil dólares (3,6 milhões de reais) e Júnior assinou contrato até 31 de dezembro 2025. Porém, nessa segunda passagem não teve muito espaço com o técnico Juan Pablo Vojvoda, disputando apenas oito jogos.

### Retorno ao Botafogo
Sem ser utilizado no clube cearense, surgiu a possibilidade de retornar ao Botafogo, ideia que agradou a Júnior que inclusive pediu para transferir-se de volta, ideia que foi aprovada pela diretoria do glorioso. Então, em 31 de março foi anunciado seu retorno ao clube, onde o clube carioca pagou 200 mil dólares pela aquisição dos 100% de seus direitos, com o Leão podendo receber mais 100 mil dólares de bonificação por metas.
Após ter seu contrato regularizado no BID da CBF em 3 de abril, reestreou em 12 de abril na vitória de 2–1 sobre o Ypiranga jogo de ida da terceira fase da Copa do Brasil. Seu primeiro gol nesse retorno foi na vitória sobre o Bahia por 2–1 na segunda rodada do Campeonato Brasileiro em 25 de abril, tendo feito o primeiro gol do alvinegro.

#### 2024
No dia 28 de fevereiro, em partida contra o Club Aurora, válida pela segunda fase da Copa Libertadores da América (também conhecida como pré-Libertadores), Júnior, que marcou quatro gols na vitória alvinegra por 6–0, chegou a cinco gols na competição, igualando Jairzinho, Rodrigo Pimpão e Dirceu na artilharia histórica do Glorioso na competição.
| “                                                                                                  | Realmente, estou vivendo um sonho de jogar no Botafogo. Trabalhei bastante para alcançar minhas metas. Fico muito feliz de alcançar essa marca juntamente com jogadores muito importantes que vestiram e honraram a camisa do Botafogo. Comecei a jogar profissionalmente com 23 anos, não imaginava isso | ” |
| — Júnior Santos em entrevista após a goleada do Botafogo sobre o Aurora, no Estádio Nilton Santos. | |   |

Na partida seguinte após se firmar como o maior goleador da história do clube no torneio, Júnior se isolou na artilharia, marcando os dois gols alvinegros na vitória por 2–1 contra o Red Bull Bragantino. Com os gols chegou a oito tentos, tendo igualado e superado artilheiros de outras 11 edições da competição.
Alem de duas assistências, marcou um dos gols contra o Boavista na goleada de 4–0 no jogo de ida da final da Taça Rio em 27 de março, chegando a 13 gols e igualando a sua temporada mais artilheira, em 2020, quando atuava pelo Yokohama Marinos.
Pelo Glorioso, Júnior Santos marcou 28 gols e deu nove assistências em 115 jogos.

### Atlético Mineiro
Em janeiro de 2025, o Atlético Mineiro acertou a contratação de Júnior Santos. O Galo vai desembolsar 8 milhões de dólares (cerca de R$ 48 milhões) por 100% dos direitos de Júnior Santos.

## Estilo de jogo
Além de boa estatura (1,88 m), vigor físico e velocidade, Júnior Santos também tem versatilidade como seus principais atributos, podendo jogar em todas as posições de ataque.

## Estatísticas
Atualizadas até dia 12 de junho de 2024.

### Clubes
| Clube               | Temporada         | Campeonato Nacional | Campeonato Nacional | Campeonato Nacional | Copa Nacional[a] | Copa Nacional[a] | Copa Nacional[a] | Competições continentais[b] | Competições continentais[b] | Competições continentais[b] | Outros torneios[c] | Outros torneios[c] | Outros torneios[c] | Total | Total | Total   |
| Clube               | Temporada         | Jogos               | Gols                | Assist.             | Jogos            | Gols             | Assist.          | Jogos                       | Gols                        | Assist.                     | Jogos              | Gols               | Assist.            | Jogos | Gols  | Assist. |
| ------------------- | ----------------- | ------------------- | ------------------- | ------------------- | ---------------- | ---------------- | ---------------- | --------------------------- | --------------------------- | --------------------------- | ------------------ | ------------------ | ------------------ | ----- | ----- | ------- |
| Osvaldo Cruz        | 2017              | —                   | —                   | —                   | —                | —                | —                | —                           | —                           | —                           | 20                 | 5                  | 0                  | 20    | 5     | 1       |
| Osvaldo Cruz        | Total             | 0                   | 0                   | 0                   | 0                | 0                | 0                | 0                           | 0                           | 0                           | 20                 | 5                  | 0                  | 20    | 5     | 1       |
| Ituano              | 2017              | —                   | —                   | —                   | —                | —                | —                | —                           | —                           | —                           | 11                 | 4                  | 1                  | 11    | 4     | 1       |
| Ituano              | Total             | 0                   | 0                   | 0                   | 0                | 0                | 0                | 0                           | 0                           | 0                           | 11                 | 4                  | 1                  | 11    | 4     | 1       |
| Ponte Preta         | 2018              | 34                  | 8                   | 4                   | 4                | 1                | 0                | —                           | —                           | —                           | —                  | —                  | —                  | 38    | 9     | 4       |
| Ponte Preta         | Total             | 34                  | 8                   | 4                   | 4                | 1                | 0                | 0                           | 0                           | 0                           | 0                  | 0                  | 0                  | 38    | 9     | 4       |
| Fortaleza           | 2019              | 6                   | 0                   | 0                   | 2                | 0                | 0                | —                           | —                           | —                           | 19                 | 10                 | 0                  | 27    | 10    | 0       |
| Fortaleza           | Total             | 6                   | 0                   | 0                   | 2                | 0                | 0                | 0                           | 0                           | 0                           | 19                 | 10                 | 0                  | 27    | 10    | 0       |
| Kashiwa Reysol      | 2019              | 8                   | 0                   | 1                   | 1                | 0                | 0                | —                           | —                           | —                           | —                  | —                  | —                  | 9     | 0     | 1       |
| Kashiwa Reysol      | 2020              | 1                   | 0                   | 0                   | —                | —                | —                | —                           | —                           | —                           | —                  | —                  | —                  | 1     | 0     | 0       |
| Kashiwa Reysol      | Total             | 9                   | 0                   | 1                   | 1                | 0                | 0                | 0                           | 0                           | 0                           | 0                  | 0                  | 0                  | 10    | 0     | 1       |
| Yokohama F. Marinos | 2020              | 23                  | 13                  | 1                   | —                |                  |                  | —                           | —                           | —                           | —                  | —                  | —                  | 23    | 13    | 1       |
| Yokohama F. Marinos | Total             | 23                  | 13                  | 1                   | 0                | 0                | 0                | 0                           | 0                           | 0                           | 0                  | 0                  | 0                  | 23    | 13    | 1       |
| Sanfrecce Hiroshima | 2021              | 35                  | 7                   | 2                   | 7                | 0                | 0                | —                           | —                           | —                           | —                  | —                  | —                  | 42    | 7     | 2       |
| Sanfrecce Hiroshima | 2022              | 22                  | 2                   | 2                   | 10               | 6                | 2                | —                           | —                           | —                           | —                  | —                  | —                  | 32    | 8     | 4       |
| Sanfrecce Hiroshima | Total             | 57                  | 9                   | 4                   | 17               | 6                | 2                | 0                           | 0                           | 0                           | 0                  | 0                  | 0                  | 74    | 15    | 7       |
| Botafogo            | 2022              | 15                  | 1                   | 2                   | —                | —                | —                | —                           | —                           | —                           | —                  | —                  | —                  | 15    | 1     | 2       |
| Botafogo            | Total             | 15                  | 1                   | 2                   | 0                | 0                | 0                | 0                           | 0                           | 0                           | 0                  | 0                  | 0                  | 15    | 1     | 2       |
| Fortaleza           | 2023              | —                   | —                   | —                   | —                | —                | —                | 2                           | 0                           | 1                           | 6                  | 0                  | 0                  | 8     | 0     | 1       |
| Fortaleza           | Total             | 0                   | 0                   | 0                   | 0                | 0                | 0                | 2                           | 0                           | 1                           | 6                  | 0                  | 0                  | 8     | 0     | 1       |
| Botafogo            | 2023              | 37                  | 7                   | 1                   | 3                | 0                | 2                | 10                          | 0                           | 0                           | —                  | —                  | —                  | 50    | 7     | 3       |
| Botafogo            | 2024              | 8                   | 2                   | 1                   | 2                | 1                | 0                | 10                          | 10                          | 1                           | 12                 | 5                  | 2                  | 32    | 18    | 4       |
| Botafogo            | Total             | 45                  | 9                   | 2                   | 5                | 1                | 2                | 20                          | 10                          | 1                           | 12                 | 5                  | 2                  | 82    | 25    | 7       |
| Total na carreira   | Total na carreira | 189                 | 40                  | 14                  | 29               | 8                | 4                | 22                          | 10                          | 2                           | 68                 | 24                 | 3                  | 308   | 82    | 19      |

- a. ^ Jogos da Copa do Brasil, Copa do Imperador e Copa da Liga Japonesa
- b. ^ Jogos da Copa Libertadores e Copa Sul-Americana
- c. ^ Jogos do Campeonato Paulista - Segunda Divisão, Campeonato Paulista, Campeonato Paulista do Interior, Campeonato Cearense, Copa do Nordeste, Campeonato Carioca, Taça Rio

## Títulos
Fortaleza
- Campeonato Cearense: 2019, 2023
- Copa do Nordeste: 2019

Kashiwa Reysol
- J2 League: 2019

Botafogo
- Copa Libertadores da América: 2024
- Campeonato Brasileiro: 2024

Atlético Mineiro
- Campeonato Mineiro: 2025

### Prêmios individuais
- Craque da Galera da Copa do Nordeste de 2019
- Artilharia da Copa do Nordeste de 2019: 8 gols
- Artilharia da Copa da Liga Japonesa de 2022: 6 gols
- Artilharia da Copa Libertadores da América de 2024: 10 gols

### Honras e recordes
- Maior artilheiro da história do Botafogo na Copa Libertadores: 10 gols